# Ноттингем Форест
«Но́ттингем Фо́рест» (полное название — Футбольный клуб «Но́ттингем Фо́рест»; англ. Nottingham Forest Football Club, английское произношение: [ˈnɒtɪŋəm 'fɔrɪst 'futbɔ:l klʌb]) — английский профессиональный футбольный клуб из Уэст-Бриджфорда, графство Ноттингемшир. Основан в 1865 году.
Входит в двадцатку самых успешных клубов в истории английского футбола. Лучшим периодом в истории клуба считается «эра» Брайана Клафа, с которым «Ноттингем Форест» выиграл два Кубка европейских чемпионов, Суперкубок УЕФА, четыре Кубка футбольной лиги, два Кубка полноправных членов, Суперкубок Англии, а также впервые в своей истории стал чемпионом Англии.
Выступает в Премьер-лиге, высшем дивизионе в системе футбольных лиг Англии, куда команда вышла в 2022 году впервые с 1999 года.
Домашние матчи проводит на стадионе «Сити Граунд», вмещающем более 30 тысяч зрителей.

## Начало и первые успехи (1865—1974)

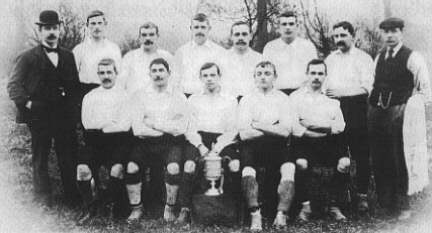
«Ноттингем Форест» с Кубком Англии. 1898 год

Футбольный клуб «Ноттингем Форест» был основан в 1865 году (группой игроков в хоккей на траве) вскоре после создания клуба-соседа «Ноттс Каунти», одного из старейших футбольных клубов планеты. Название команды происходит от Forest Recreation Ground, общественного места отдыха, в котором был сформирован клуб, и Шервудского леса. В 1888 году команда вступила в футбольный альянс, став его победителем в 1892 году, что позволило ей войти в английскую футбольную лигу. В те годы «Ноттингем Форест» был широко уважаем за свою благотворительную деятельность и вклад в развитие английского футбола. Клуб оказал важную и своевременную поддержку таким командам как «Арсенал», «Ливерпуль» и «Брайтон энд Хоув Альбион» в годы их становления. В 1886 году «Форест» пожертвовал футбольную экипировку команде «Арсенал», и с тех пор «Арсенал» носит красную форму (белые рукава гораздо позже добавил Герберт Чепмен). Также «Форест» пожертвовал футбольную экипировку «Эвертону» и помог «Брайтону» сохранить свой стадион.

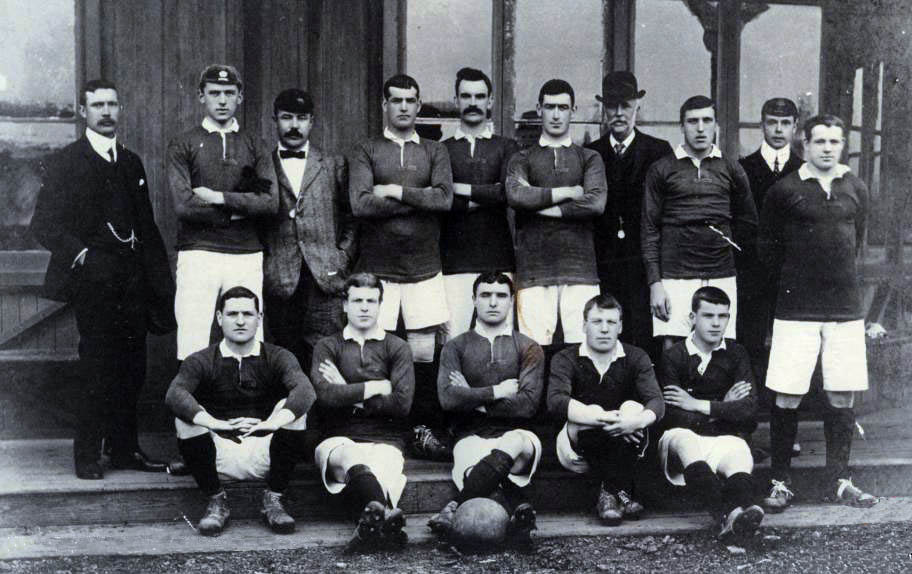
«Ноттингем Форест» во время поездки в Аргентину и Уругвай. 1905 год

Первый успех пришёл к команде в 1898 году, когда она выиграла Кубок Англии, победив «Дерби Каунти» со счётом 3:1. Однако большую часть первой половины XX века команда провела во втором дивизионе, а в 1914 году и вовсе финишировала в нём последней. В 1919 году в связи с расширением Первого дивизиона клуб претендовал на повышение, однако 2 добавленных места получили «Челси» и «Арсенал». В 1949 клуб вылетел в Третий дивизион, однако через два года вернулся, заняв в турнире первое место благодаря 35 голам Уолли Ардрона, по сей день являющегося рекордсменом команды по забитым голам. В конце 1950-х годов наступил короткий период славы после того, как команда попала в Первый дивизион в 1957 году и выиграла кубок Англии в 1959 году, несмотря на потерю из-за травмы лидера команды Роя Дуайта. К этому времени «Форест» стал главной командой в Ноттингеме, превзойдя «Ноттс Каунти». Вскоре после того, как команда стала полуфиналистом кубка в 1967 году, наступила полоса неудач, и уже в 1972 году «Форест» вылетел во второй дивизион.

## Золотые годы (1975—1993)
Жизнь малоприметного середняка, которым на то время являлся «Ноттингем Форест», неожиданно меняется с приходом в клуб в январе 1975 года эксцентричного Брайана Клафа, решившего возглавить «лесников». Первым достижением на посту тренера «Ноттингем Форест» стало спасение команды от вылета. За этим последовало 2 года непримечательных результатов и долгожданный выход в Первый дивизион. В сезоне 1977/78 «Ноттингем Форест» сенсационно становится чемпионом Англии (на 7 очков опередив преследовавший его «Ливерпуль»), став одной из очень немногих команд, выигравших первенство в Первой лиге, только поднявшись в неё из второй. Это сделало Клафа третьим (на тот момент) тренером в истории английского футбола, кому удалось стать чемпионом Англии с двумя разными клубами. Однако это стало только началом череды приятных сюрпризов и великих побед, вписавших имя Клафа золотыми буквами в историю как «Ноттингем Форест», так и английского футбола. В сезоне 1978/79 «Форест» преподносит ещё одну громкую сенсацию: выигрывает Кубок европейских чемпионов, победив шведский «Мальмё» со счётом 1:0 на Олимпийском стадионе города Мюнхена, а в следующем году вновь повторяет этот успех, обыграв немецкий «Гамбург» с тем же счётом 1:0 в Мадриде. Затем команда выигрывает Суперкубок УЕФА и три Кубка Лиги. Ключевыми игроками того времени были: вратарь Питер Шилтон, полузащитник Мартин О’Нил, вингер Джон Нильсон Робертсон и нападающий Тревор Фрэнсис — первый футболист в истории английского футбола, проданный за 1 миллион фунтов стерлингов.

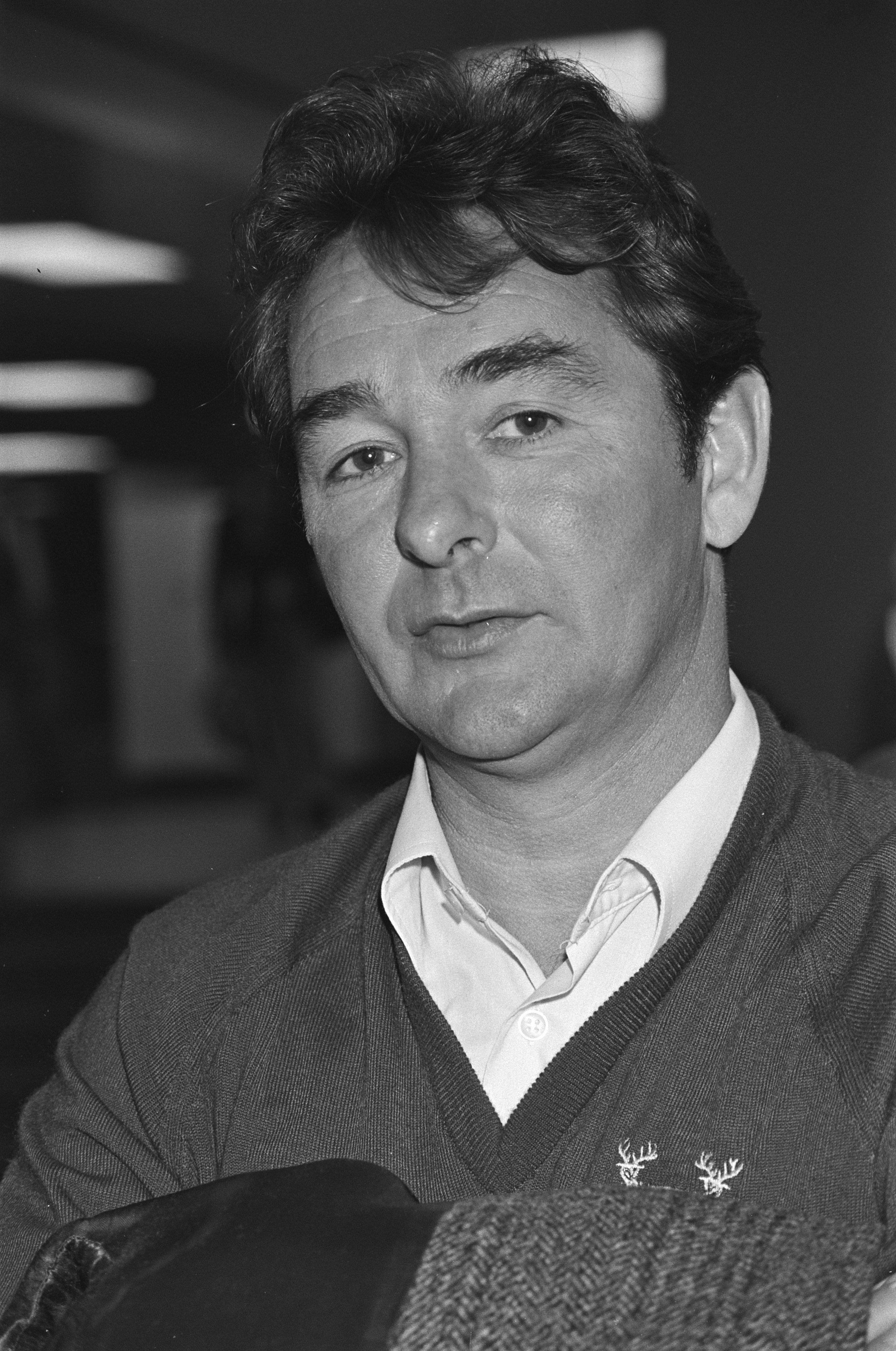
Брайан Клаф — легенда «Ноттингем Форест»

В сезоне 1983/84 «Ноттингем Форест» уступает «Андерлехту» в полуфинале Кубка УЕФА вследствие подкупа судьи, что было официально доказано только спустя время. Следующая череда трофеев пришлась на 1989 год. Победив «Лутон Таун», «Ноттингем Форест» становится обладателем Кубка Лиги, а также завоёвывает Кубок полноправных членов. Большую часть того сезона «Ноттингем Форест» боролся за золотые медали чемпионата Англии, однако проиграл эту борьбу победителю, «Арсеналу», и серебряному призёру — «Ливерпулю». Кроме того, команда уступила «Ливерпулю» в полуфинале кубка страны на стадионе «Хиллсборо». Тот матч печально знаменит трагедией на трибунах, в результате которой погибло 96 болельщиков «Ливерпуля». В 1990 году команда завоевала Кубок Лиги, победив «Олдем Атлетик». В следующем сезоне «Ноттингем Форест» был близок к успеху, впервые под руководством Клафа достигнув финала Кубка Англии, однако не смог удержать преимущество и уступил трофей «Тоттенхэму» на стадионе «Уэмбли» со счётом 2:1. В 1992 году команда вновь дошла до финала Кубка Лиги, на этот раз уступив «Манчестер Юнайтед».
Восемнадцатилетняя эпоха Брайана Клафа закончилась в мае 1993 года, когда клуб вылетел из высшего дивизиона чемпионата Англии после шестнадцати лет выступлений на высшем уровне. И по сей день Брайан Клаф остаётся лучшим тренером в истории «Ноттингем Форест», а также одним из лучших в истории мирового футбола.

## Кризис и попытки возвращения в элиту (1994—2012)
Преемником Клафа на посту тренера «Форест» стал Фрэнк Кларк, бывший левый защитник команды в историческом для клуба 1979 году. Годы под его управлением прошли без громких побед. Однако, сохранив костяк команды и заняв второе место в первом дивизионе чемпионата Англии, команда была близка к тому, чтобы закрепиться в высшем дивизионе. И казалось, что Кларк способен вернуть «Форесту» утраченные позиции. Возвращение в элиту было впечатляющим: в сезоне 1994/95 команда, заняв третье место, пробилась в Кубок УЕФА — это была первая еврокубковая кампания команды в пост-эйзельскую эпоху. За команду играли такие известные игроки, как Стэн Коллимор, Стюарт Пирс и голландский легионер Брайан Рой. Однако в июне 1995 года Коллимор был продан в «Ливерпуль» за рекордные по тем временам 8,4 миллиона фунтов стерлингов, а купленный ему на замену за 2 миллиона фунтов стерлингов итальянец Андреа Силенци стал одним из главных разочарований сезона. С уходом Коллимора у клуба наступила голевая засуха, и команда закончила чемпионат на девятом месте, хотя в Кубке УЕФА добралась до четвертьфинала (лучший результат в еврокубках для английских клубов в тот сезон). К сезону 1996/97 Кларк приобрёл валлийского нападающего Дина Сондерса и хорватского защитника Николу Еркана, однако начало сезона было провальным, и ожидаемая борьба за зону попадания в еврокубки превратилась в борьбу за выживание в высшем дивизионе. В сентябре Кларк подал в отставку и у руля команды временно встал 34-летний капитан команды Стюарт Пирс
Пирс внушил болельщикам надежду на воскрешение былых успехов клуба, и после того, как вытащил команду со дна турнирной таблицы в январе 1997 года, был признан тренером месяца. Однако руководство клуба хотело видеть на посту главного тренера более опытного специалиста и в марте 1997 года на эту должность заступил бывший менеджер клуба «Кристал Пэлас» Дейв Бассетт. Несмотря на то, что к команде присоединился голландский нападающий Пьер ван Хойдонк, «Форест» не избежал вылета из высшего дивизиона, закончив сезон на последнем месте. В сезоне 1997/98 клуб вернулся в Премьер-лигу с первой попытки. Однако связка Кевина Кэмпбелла и Пьера ван Хойдонка вскоре распалась: Кэмпбелл был продан в турецкий клуб «Трабзонспор». В январе 1999 года Бассетт ушёл в отставку после провального старта сезона и вылета из Кубка Англии. На посту тренера «Фореста» его заменил Рон Аткинсон. Привлечённый в клуб на условиях получения миллиона фунтов стерлингов в случае сохранения прописки в высшем дивизионе, Большой Рон, однако не смог уберечь команду от вылета, и в третий раз за последние семь лет она вылетела в первый дивизион .
Решив не продлевать контракт с не оправдавшим надежд Аткинсоном, руководство «Фореста» начало рассматривать ряд кандидатур для его замены. Среди потенциальных тренеров фигурировали имена Гленна Ходдла (бывший главный тренер «Челси» и сборной Англии), Роя Эванса (бывший тренер «Ливерпуля») и Брайана Литтла (бывший тренер клубов «Лестер Сити» и «Астон Вилла»). Выбор директоров неожиданно пал на бывшего капитана сборной Англии 33-летнего Дэвида Платта, чей небольшой опыт в качестве главного тренера футбольного клуба итальянской Серии А «Сампдории» недавно закончился вылетом в низшую лигу. Официально утверждённый в июле 1999 года в качестве играющего тренера, он сделал несколько громких приобретений, однако они оказались неудачными. «Форест» не показывал игру, достойную выхода в Премьер-лигу, закончив сезон под управлением Платта в середине турнирной таблицы. Кроме того, у клуба начались финансовые трудности, и Платт был вынужден продавать ключевых игроков для того, чтобы рассчитаться с долгами, оставшимися от его громких приобретений. Среди них можно выделить покупку двух итальянских игроков Джанлуки Петрачи и Сальваторе Матрекано из «Перуджи» (вместе стоили 4,8 миллиона фунтов), свободный трансфер Морено Маннини из «Сампдории». В июле 2001 года Платт стал тренером молодёжной команды Англии, передав бразды правления командой начинающему менеджеру Полу Харту. К тому времени период успешных выступлений «Фореста» был уже почти забыт, а в составе не осталось игроков, игравших за клуб в те времена. И по сей день Дэвид Платт является одним из самых нелюбимых болельщиками персон клуба. На нём лежит ответственность за ряд неудачных покупок стоимостью в миллионы фунтов вследствие которых, клуб ещё больше погряз в финансовых проблемах.

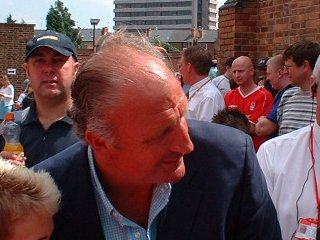
Пол Харт принял управление командой в трудные времена

Период администрирования клуба Полом Хартом предсказуемо оказался очень трудным. Его назначение было встречено с удивлением (его знали лишь по успешной работе в футбольных академиях сначала «Лидс Юнайтед», а затем и «Фореста»). Финансовые проблемы клуба в значительной мере определили результаты первого для Пола Харта сезона 2001/02. Не очень удачные выступления клуба объяснялись тем, что команда была составлена преимущественно из молодых футболистов. Летом 2002 года «Форест» был на грани банкротства, однако продажа нескольких ключевых игроков, таких как Джермейн Дженас несколько выправила финансовое состояние клуба, и уже в сезоне 2002/03 дела клуба пошли на поправку. «Форест» занял шестое место в первом дивизионе, и был допущен к играм плей-офф за право попадания в Премьер-лигу. Однако в полуфинале команда проиграла клубу «Шеффилд Юнайтед». После ничьи 1:1 дома, в гостях было поражение в дополнительное время со счётом 3:4 (4:5 по сумме двух матчей), хотя команда и вела по ходу матча со счётом 2:0. Если бы в футбольной лиге было правило преимущества голов на выезде, «Форест» попал бы в финал (счёт в ответной игре был 2:2 после основного времени матча). В то время юные игроки Майкл Доусон и Марлон Хэрвуд были одними из самых талантливых в английском футболе и уже начинали привлекаться к играм за основной состав. Однако неудачная попытка пробиться в высший дивизион вынудила руководство клуба продать этих перспективных ребят. В следующем сезоне команда играла невыразительно и опустилась во вторую половину турнирной таблицы первого дивизиона, в результате чего Харту пришлось уйти в отставку.
Следующим наставником «Ноттингем Форест» стал Джо Киннэйр. Казалось, что руководство клуба сделало хороший выбор после того, как Киннэйр оживил «Форест», вытащив его на безопасное 14-е место в турнирной таблице. Киннэйр строил смелые планы на возвращение в Премьер-лигу, однако старт сезона не оправдал его надежд. Несмотря на ничью 1:1 в первом туре против «Уиган Атлетик», команда стала играть неудачно и опустилась в низ турнирной таблицы. Из-за демонстраций болельщиков, требовавших смены руководства клуба, а также после поражения со счётом 0:3 от непримиримых соперников «Дерби Каунти» на Прайд Парк, которое опустило «Ноттингем Форест» на дно таблицы, Киннэйру пришлось покинуть пост. Помощник главного тренера Мик Харфорд, назначенный на свой пост всего за несколько недель до отставки Киннэйра, вынужден был взять на себя управление клубом на правах исполняющего обязанности.

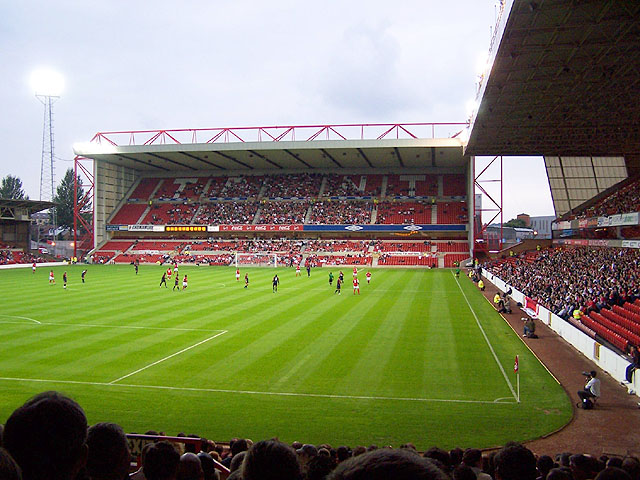
Игра на «Сити Граунд». 2004 год

В январе 2005 года Гари Мегсон, до этого дважды выводивший в Премьер-лигу клуб «Вест Бромвич», был назначен на пост главного тренера «Ноттингем Форест». На него возлагались определённые надежды, связанные с повторением подобного успеха, однако в сезоне 2004/05 годов выполнить эту задачу Мегсону не удалось. Команда заняла предпоследнее место в Чемпионшипе и вылетела в Лигу 1. Эта неудача сделала клуб первым в Европе победителем еврокубков, вылетевшим в третий по значимости дивизион национального первенства. После вылета Мегсон выставил на трансфер ряд игроков, которые, по его мнению, не отвечали предъявляемым к ним требованиям. Среди них были Дэвид Джонсон, Марлон Кинг, Кевин Джеймс, Алан Роджерс и Адам Науленд. Кинг подписал долгосрочный контракт с «Уотфордом», Науленд в качестве свободного агента перешёл в «Престон Норт Энд», а Джеймс на правах аренды отправился в «Уолсолл». И только Джонсон остался в команде и сумел вернуться в основной состав «лесников». Кроме этого команду покинули и ряд игроков ближайшего резерва
Летом 2005 года Гэри Мегсон был одним из самых активных на трансферном рынке. Мэтью Луи-Жан ушёл в «Норвич Сити», Эойн Джесс и Крис Дуиг ушли в «Нортгемптон Таун» в качестве свободных агентов. Новичками клуба стали Гэри Хольт из «Норвича» (был обменян на Луи-Жана), Ники Идэн и Ян Брекин из «Уиган Атлетик», Джино Падула из «Куинз Парк Рейнджерс», Джон Кертис подписанный на правах свободного агента, а восьмым новичком стал Дэнни Куллип из «Шеффилд Юнайтед», купленный за неразглашённую сумму. Трансферная активность Мегсона завершилась подписанием Натана Тайсона, нападающего из клуба Лиги 2 «Уиком Уондерерс» на правах аренды до января 2006 года. Затем Тайсон подписал с клубом постоянный контракт. Во время второй волны покупок в клубе оказались нападающий Грэнт Хольт из «Рочдейла», полузащитник Сэмми Клинган из «Вулверхэмптон Уондерерс» и защитник Джулиан Беннет из клуба Лиги 1 «Уолсолл», который вскоре своим первым голом за новый клуб сравнял счёт на 90-й минуте в матче против клуба «Блэкпул». Первое время в Лиге 1 при Гэри Мегсоне прогресс был стабильным, однако болельщики команды ждали большего. В начале 2006 года команда лучше всех в лиге играла на домашней арене, однако выездные матчи давались команде с трудом. Качество игры оставляло желать лучшего, а многочисленные приобретения руководства не оправдывали возложенных на них надежд. Мегсон ушёл в отставку 'по обоюдному согласию' 16 февраля 2006 года, оставив «Форест» на 13-м месте, всего в четырёх очках от зоны вылета, и всего с одной победой в последних десяти матчах. Преемник Мегсона не был назначен до начала следующего сезона.
Фрэнк Барлоу (ассистент Гэри Мегсона) и Иан Макпарланд (тренер команды) стали исполнять функции главного после ухода Мегсона. Любой, кто стал бы руководить командой, должен был быть готовым к тому, что она вылетит из Лиги 1 ввиду неудовлетворительной спортивной формы. Однако клуб не оставлял надежд на повышение в классе. Барлоу и Макпарланд выиграли свою первую игру со счётом 2:0 в гостях у «Порт Вейл». Это была первая победа «Фореста» на выезде с 27 августа (победа 3:1 над «Джиллингемом»), первая победа с преимуществом в два мяча с начала сезона и первая сухая победа на выезде с начала сезона. Вторая игра закончилась домашней победой со счётом 7:1 над «Суиндон Таун», это был первый раз за последние 10 лет, когда команда забила более 6 голов в одной игре. Беспроигрышная серия при тренерском дуэте растянулась до шести игр, когда «Форест» обыграл клуб «Милтон-Кинс Донс» со счётом 3:0. Защитник Ян Брекин продолжил свой отличный сезон очередным голом, который стал восьмым в текущем чемпионате, а Грант Холт забил свой третий гол за клуб. В итоге «Форест» завоевал 28 очков из 39 возможных при тандеме тренеров, но заработать путёвку в серию плей-офф всё же не удалось, поскольку команда завершила сезон на 7-й строчке таблицы.

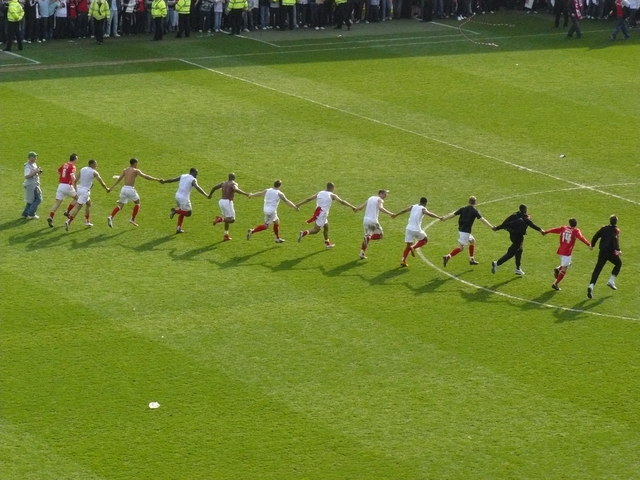
Игроки «Фореста» празднуют возвращение в Чемпионшип. 2008 год

30 мая 2006 года Колин Колдервуд вступил в должность главного тренера «Ноттингем Форест». Старт Колдервуда в новой команде получился удачным. В августе 2006 года в рамках Первого дивизиона клуб добился четырёх побед и один поединок свёл ничью. За этот успех Колдервуд был удостоен звания «Тренера месяца». По итогам сезона «лесники» заняли четвёртое место в турнирной таблице, но в играх плей-офф за выход в Чемпионшип потерпели поражение от «Йовил Таун». Следующий сезон Колдервуда вновь принёс «Форесту» успех, хотя всё начиналось достаточно неудачно. На старте кампании «Форест» не знал вкуса побед шесть матчей подряд, за что тренер подвергался жёсткой обструкции со стороны фанатов и журналистов. Однако набрав ход команда стала сокрушать одного соперника за другим, всего лишь один раз потерпев поражение в пятнадцати играх. По итогам ноября Колдервуд второй раз в карьере был признан «Тренером месяца». Полученный приз шотландец продал на интернет-аукционе eBay за две тысячи фунтов. Вырученные деньги он перевёл в качестве благотворительной акции на счёт одной из больниц города Ноттингем. После этого «лесники» провели ряд неровных матчей, и за семь туров до окончания сезона они были в 9-ти очковом отставании от зоны, которая давала автоматический выход в Чемпионшип. Колдервуд в одном из интервью признался, что он «очень сильно сомневается в том, что клуб сможет напрямую добиться повышения в классе» и «скорее всего, его ждут игры плей-офф». Тем не менее, «Форесту» в оставшихся семи матчах удалось выиграть шесть раз и добиться прямого попадания в Чемпионшип. Сам Колдервуд за подобный спурт своей команды удостоился приза «Лучшего тренера» апреля 2008 года.

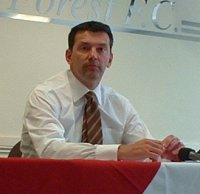
Найджел Доти, всегда болевший за «Форест», спас клуб от банкротства

Повышение в классе не принесло «лесникам» ничего кроме разочарования — к декабрю 2008 года клуб смог одержать лишь четыре победы, и 26 декабря Колдервуд был уволен с поста наставника «Фореста». 28 декабря подменившему его Пэмбертону удалось одержать победу в рамках чемпионата на выезде против «Норвич Сити» со счётом 3:2, а уже 1 января, Билли Дэвис был назначен новым главным тренером «Форест». Перед ним была поставлена задача сохранить место в чемпионате футбольной лиги на следующий сезон, с чем он и справился, не проиграв ни одного матча в последних шести турах. 12 июня 2011 года Дэвис расторг контракт с «Ноттингем Форест».
Серьёзным потрясением для «Фореста» стала неожиданная смерть владельца клуба Найджела Доти, найденного мёртвым 4 февраля 2012 года в тренажёрном зале своего дома в Линкольншире. Доти приобрёл «Форест» в 1999 году за 11 миллионов фунтов, чем спас клуб от введения временной администрации в рамках процедуры банкротства клуба. Он инвестировал более 100 миллионов своих денег в клуб, за который всегда болел. Незадолго до своей смерти, Доти объявил о намерении покинуть должность председателя правления клуба по окончании сезона 2011/2012.

## Иностранное управление (2012—2022)
Со смертью Доти, в июле 2012 года новым владельцем клуба становится семья катарского бизнесмена Фаваза Аль-Хасави, тем самым открыв начало эры иностранного управления клубом. Новые владельцы успели поделиться с прессой перспективой долгосрочного видения будущего клуба и принялись за поиски нового тренера. 19 июля 2012 года им становится Шон О’Дрисколл. К середине декабря 2012 года «Форест» был всего в 3 очках от линии плей-офф, и руководство клуба, всерьёз опасаясь провала своего плана выхода в Премьер-лигу уволило О’Дрисколла 26 декабря. Мотивируя своё решение желанием привлечь на пост тренера «более компетентного специалиста», руководство «лесников» привлекает на эту должность Алекса Маклиша. За этим, и без того встреченным с большой критикой болельщиков, решением в январе 2013 года последовал ряд увольнений в структуре клуба. 5 февраля 2013 года, всего через 40 дней после вступления на должность Маклиш и «Форест» разрывают свои взаимоотношения. К всеобщим переживаниям среди болельщиков, журналист Пат Мерфи описал положение внутри клуба как, буквально «рушащееся».
В попытке поправить сложившееся положение, катарское руководство клуба привлекает на пост тренера Билли Дэвиса. Его второй заход в качестве тренера «Фореста» запомнился стремительным падением, кульминацией которого стало разгромное поражение от «Дерби Каунти» со счётом 5:0. Уволенного в марте 2014 года Дэвиса вскоре заменил любимец болельщиков — Стюарт Пирс. Пирсу удалось стабилизировать положение команды, однако выйти на прежний уровень не получилось. Он был уволен в феврале 2015 года и заменён Дуги Фридманом. Через год, 13 марта 2016 года, за катастрофические результаты был уволен и он. 27 июня 2016 года временного тренера «Фореста» Пола Уильямса сменил новый наставник Филипп Монтаньер. Семь месяцев спустя, 14 марта 2017 года, его сменил Марк Уорбертон под руководством которого, «лесники» едва избежали вылета. 18 мая 2017 года было подтверждено, что владелец греческого «Олимпиакоса» Эвангелос Маринакис завершил переговоры по покупке команды у Аль-Хасави и стал новым владельцем клуба.

### Возвращение в АПЛ (с 2022 года)
По итогам розыгрыша Чемпионшипа 2021/2022 четыре клуба вышли в плей-офф за право пробиться в Премьер-Лигу, среди которых был и «Ноттингем». В полуфинале плей-офф против «Шеффилд Юнайтед», проходившем в двухматчевом формате, команды обменялись победами со счётом 2:1, и в серии пенальти «Ноттингем» оказался сильнее 3:2. В решающем матче «Ноттингем» одержал победу над клубом «Хаддерсфилд Таун» 1:0 и впервые с сезона 1998/1999 вернулся в Премьер-Лигу.
Клуб сумел остаться в элите английского футбола, заняв в сезоне 2022/2023 16-е место (на две строчки выше зоны вылета) и 17-е — в сезоне 2023/2024. В сезоне 2024/2025 до последних туров претендовал на участие в Лиге чемпионов и, финишировав 7-м, в итоге попал в Лигу конференций. Это стало первым попаданием клуба в еврокубки с 1996 года.

## Достижения

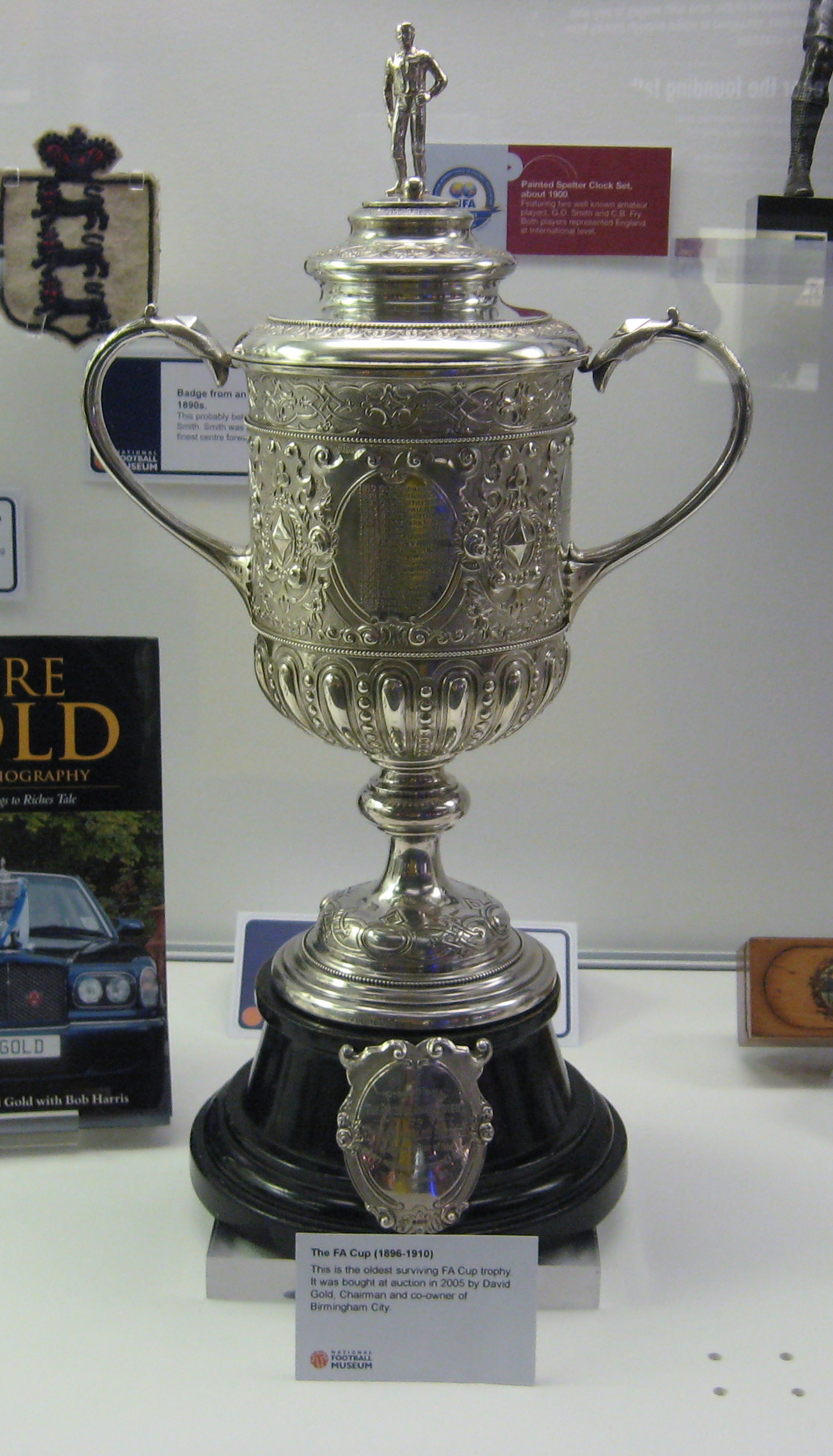
Кубок Англии

### Национальные
- Первый дивизион Футбольной лиги
  - Чемпион: 1977/78
  - Вице-чемпион (2): 1966/67, 1978/79
- Кубок Англии
  - Обладатель (2): 1898, 1959
  - Финалист: 1991
- Кубок Футбольной лиги
  - Обладатель (4): 1978, 1979, 1989, 1990
  - Финалист (2): 1980, 1992
- Суперкубок Англии
  - Обладатель: 1978
- Кубок полноправных членов
  - Обладатель (2): 1989, 1992
- Второй дивизион Футбольной лиги
  - Чемпион (3): 1906/07, 1921/22, 1997/98
  - Вице-чемпион (2): 1956/57, 1993/94
- Третий дивизион Футбольной лиги
  - Чемпион: 1950/51
  - Вице-чемпион: 2007/08
- Футбольный альянс
  - Чемпион: 1891/92
- Англо-шотландский кубок
  - Обладатель: 1977
- Турнир столетия Футбольной лиги
  - Победитель: 1988

### Международные
- Кубок европейских чемпионов
  - Обладатель (2): 1979, 1980
- Суперкубок УЕФА
  - Обладатель: 1979
- Межконтинентальный кубок
  - Финалист: 1980

## Соперничество с другими клубами

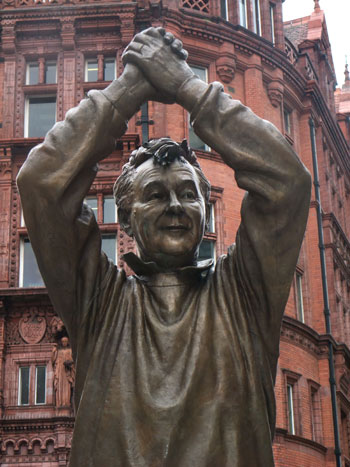
Брайан Клаф — легенда, связывающая двух непримиримых соперников: «Дерби Каунти» и «Ноттингем Форест»

Основные соперничества «Ноттингем Форест» сложились по географическому принципу, поэтому главных соперников «красных» не стоит искать далеко. Одними из них являются их же земляки «Ноттс Каунти». Противостояние этих команд известно как Ноттингемское дерби, хотя в рамках чемпионатов эти команды не играли с 1994 года. В 2007 году товарищеский матч между этими командами закончился массовой дракой болельщиков. В 2017 году в одном из городских пабов Ноттингема состоялась очередная массовая драка болельщиков, а ещё одна «товарищеская» игра команд обернулась рядом арестов. В фанатской среде «Ноттингем Форест» сокращение их клуба к «Ноттс Форест» является неприемлемым.
В 14 милях от Ноттингема базируется ещё один, и наиболее яркий соперник «лесников» — «Дерби Каунти». Дерби этих команд известно в Англии как — Ист-Мидлендское дерби. Это противостояние считается одним из самых непримиримых в истории английского футбола. Изначально это дерби имело региональный окрас, но с приходом на тренерский мостик «Фореста» Брайана Клафа в конце 70-х огонь его ярости начал разгораться с большой силой. Клаф является легендарной фигурой для обеих команд, и их болельщики по-прежнему спорят, какая из их команд была тренеру дороже. Вторым витком в развитии враждебности между обеими командами стало ещё одно назначение. В 2009 году «Форест» возглавил экс-тренер «Дерби Каунти» — Билли Дэвис. За этим решением последовал переход некоторых игроков «Дерби» в «Форест», а также со стороны «Дерби», помимо назначения Найджела Клафа, сына легенды обеих клубов и экс-игрока «Фореста» на пост тренера «Дерби Каунти», и подписание уважаемого среди болельщиков «лесников» экс-игрока «Фореста» Криса Коммонса. Так последующие несколько лет наблюдалось серьёзное ужесточение вражды команд, как на поле, так и вне его. Помимо этого, немалой остроты в отношениях команд со временем добавил утверждённый в 2007 году Трофей Брайана Клафа.
Помимо «Дерби Каунти» в Ист-Мидленде «лесники» имеют вражду с «Лестер Сити», также сложившуюся по региональному принципу. Ещё одним принципиальным соперником «Ноттингем Форест» является команда «Шеффилд Юнайтед» из соседнего графства Южный Йоркшир. Эта вражда уходит корнями в шахтёрские забастовки 1984—1985 годов из-за того, что не все шахтёры Ноттингемшира поддержали протестующих. В 2003 году последовал новый всплеск взаимной неприязни после спорной победы «Шеффилд Юнайтед» над «Форестом» в рамках плей-офф игр Чемпионшипа.

## Стадион

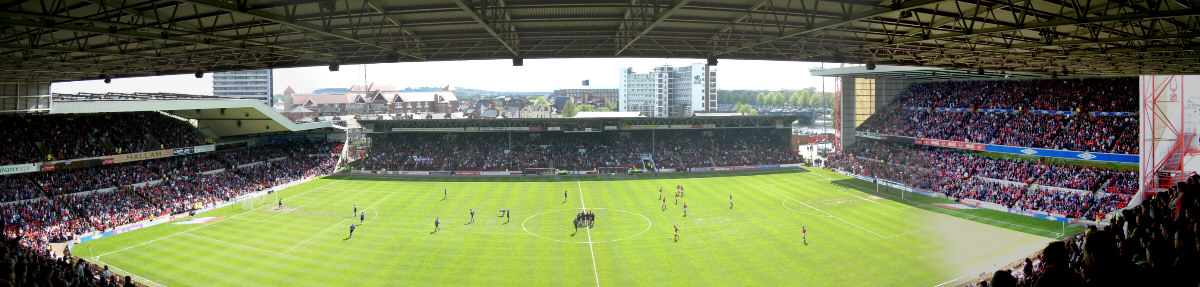
Панорама «Сити Граунд»

«Сити Граунд» — футбольный стадион, расположенный в пригороде Ноттингема, в городе Уэст-Бриджфорд, на берегу реки Трент. Является домашним стадионом «Ноттингем Фореста» с 1898 года и вмещает более 30 000 зрителей. Использовался для матчей Евро-96. Всего в 300 ярдах (или 275 метрах) от «Сити Граунд», на другом берегу реки Трент, расположен стадион «Медоу Лейн», домашняя арена соседей «Форест» из «Ноттс Каунти». Это два ближайших стадиона профессиональных клубов в Англии. С 1879 по 1898 год «лесники» играли на стадионе «Таун Граунд», который располагался на месте нынешнего «Медоу Лейн».
В середине 2007 года руководство «Ноттингем Форест» объявило о желании покинуть стадион в связи с малой вместимостью и сложностью расширения из-за ограниченности рекой и плотной городской застройкой. После объявления заявки Англии на проведение Чемпионата мира-2018, Городской совет Ноттингема начал рассматривать возможность постройки нового стадиона. Было предложено несколько мест для возможного строительства арены, которая должна была бы вмещать 40 000 — 50 000 зрителей. Однако из-за того, что была выбран другой кандидат, власти решили отложить эти планы. А руководство «Форест» вынуждено было рассмотреть возможность расширения Главной трибуны к возвращению команды в Премьер-лигу. Несмотря на это, болельщики успели предложить версии названия нового стадиона, в том числе «Брайан Клаф Арена», «Нью Сити Граунд», «Сити оф Ноттингем Стэдиум» и даже «Робин Гуд Арена».
Четыре трибуны «Сити Граунд»:

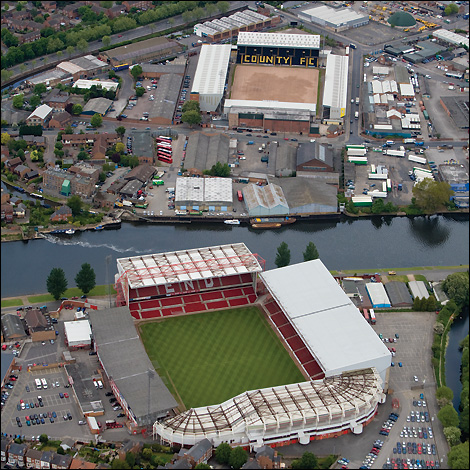
Знаменитая близость ноттингемских арен

- Главная трибуна, старейшая и самая маленькая трибуна. Вместимость: 5708 человек.
- Трибуна Трент, самая новая, построена в 1994 году. Вместимость: 7500 человек.
- Бриджфорд Энд, нижняя часть вмещает 5151 болельщика, полная вместимость 7710 человек.
- Трибуна Брайана Клафа, ранее называвшаяся трибуной Экзекьютив Стенд, была переименована в честь лучшего в истории клуба генерального менеджера Брайана Клафа. Самая большая трибуна стадиона с вместимостью более 10 тысяч человек.

Полная вместимость стадиона составляет 30602 человека.

## Символика

### Формы
Домашняя форма
| 2009/10 | 2010/11 | 2011/12 | 2013/14 | 2014/15 | 2015/16 | 2016/17 | 2017/18 | 2018/19 | 2019/20 | 2020/21 |
| 2021/22 | 2022/23 | 2023/24 | 2024/25 |         |         |         |         |         |         |         |

Выездная форма
| 2009/10 | 2010/11 | 2011/12 | 2013/14 | 2014/15 | 2015/16 | 2016/17 | 2017/18 | 2018/19 | 2019/20 | 2020/21 |
| 2021/22 | 2022/23 | 2023/24 | 2024/25 |         |         |         |         |         |         |         |

Резервная форма
| 2013/14 | 2014/15 | 2018/19 | 2020/21 | 2021/22 | 2022/23 | 2023/24 | 2024/25 |

Источники:
- Nottingham Forest FC. www.colours-of-football.com. Дата обращения: 21 июля 2023. Архивировано 21 июля 2023 года.
- Nottingham Forest Kit History (англ.). Football Kit Archive. Дата обращения: 21 июля 2023. Архивировано 21 июля 2023 года.</ref>

### Экипировка

#### Производители формы
| Период     | Производитель |
| ---------- | ------------- |
| 1973—1977  | Umbro         |
| 1977—1986  | Adidas        |
| 1986—2013  | Umbro         |
| 2013—2018  | Adidas        |
| 2018—н. в. | Macron        |

#### Спонсоры
| Период    | Спонсор                                                      |
| --------- | ------------------------------------------------------------ |
| 1980—1982 | Panasonic                                                    |
| 1982—1984 | Wrangler                                                     |
| 1984—1986 | Skol                                                         |
| 1986—1987 | Home Ales                                                    |
| 1987—1994 | Shipstones                                                   |
| 1994—1997 | Labatt Brewing Company                                       |
| 1997—2003 | Pinnacle                                                     |
| 2003—2009 | Capital One                                                  |
| 2009—2012 | Victor Chandler                                              |
| 2012—2013 | John Pye Auctions                                            |
| 2013—2016 | Fawaz International Refrigeration & Air Conditioning Company |
| 2016—2018 | 888sport                                                     |
| 2018—2019 | BetBright                                                    |
| 2019—2021 | Football Index                                               |
| 2021—2022 | BOXT                                                         |

## Главные тренеры
Информация на 1 апреля 2025 года
| Тренер                      | Период           | Период           | Всего игр | Победы | Ничьи | Поражения | Процент побед | Процент ничьих | Процент поражений | Достижения |
| Тренер                      | С                | По               | Всего игр | Победы | Ничьи | Поражения | Процент побед | Процент ничьих | Процент поражений | Достижения |
| Гарри Редфорд               | 1 августа 1889   | 31 мая 1897      | 176       | 69     | 34    | 73        | 39,2 %        | 19,3 %         | 41,5 %            | 1 Кубок Англии |
| Гарри Хаслем                | 1 августа 1897   | 31 мая 1909      | 462       | 188    | 104   | 170       | 40,7 %        | 22,5 %         | 36,8 %            | 1 чемпионский титул Второго дивизиона |
| Фред Эрп                    | 1 августа 1909   | 31 мая 1912      | 120       | 35     | 26    | 59        | 29,2 %        | 21,7 %         | 49,2 %            | |
| Боб Мастерс                 | 1 августа 1912   | 31 мая 1925      | 385       | 108    | 97    | 180       | 28,1 %        | 25,2 %         | 46,8 %            | 1 чемпионский титул Второго дивизиона |
| Джон Бэйнс                  | 1 августа 1925   | 31 мая 1929      | 182       | 69     | 47    | 66        | 37,9 %        | 25,8 %         | 36,3 %            | |
| Стэн Харди                  | 1 августа 1930   | 31 мая 1931      | 43        | 14     | 9     | 20        | 32,6 %        | 20,9 %         | 46,5 %            | |
| Ноель Уотсон                | 1 августа 1931   | 31 мая 1936      | 223       | 79     | 57    | 87        | 35,4 %        | 25,6 %         | 39,0 %            | |
| Гарольд Уитман              | 1 августа 1936   | 31 мая 1939      | 119       | 33     | 27    | 59        | 27,7 %        | 22,7 %         | 49,6 %            | |
| Билли Уокер                 | 1 мая 1939       | 1 июня 1960      | 650       | 272    | 147   | 231       | 41,8 %        | 22,6 %         | 35,5 %            | 1 Кубок Англии, 1 чемпионский титул Третьего дивизиона |
| Энди Битти                  | 1 сентября 1960  | 1 июля 1963      | 140       | 52     | 30    | 58        | 37,1 %        | 21,4 %         | 41,4 %            | |
| Джонни Кэри                 | 1 июля 1963      | 31 декабря 1968  | 267       | 99     | 65    | 93        | 38,5 %        | 25,3 %         | 36,2 %            | |
| Мэтт Джиллес                | 1 января 1969    | 20 октября 1972  | 177       | 49     | 48    | 80        | 27,7 %        | 27,1 %         | 45,2 %            | |
| Дейв Макай                  | 2 ноября 1972    | 23 октября 1973  | 44        | 13     | 14    | 17        | 29,5 %        | 31,8 %         | 38,6 %            | |
| Алан Браун                  | 19 ноября 1973   | 3 января 1975    | 57        | 20     | 17    | 20        | 35,1 %        | 29,8 %         | 35,1 %            | |
| Брайан Клаф                 | 3 января 1975    | 8 мая 1993       | 968       | 447    | 258   | 263       | 46,2 %        | 26,7 %         | 27,2 %            | 1 чемпионский титул Первого дивизиона (I), 2 Кубка европейских чемпионов, 1 Суперкубок Европы, 4 Кубка футбольной лиги, 2 Кубка полноправных членов, 1 Суперкубок Англии |
| Фрэнк Кларк                 | 13 мая 1993      | 19 декабря 1996  | 178       | 73     | 58    | 47        | 41,0 %        | 32,6 %         | 26,4 %            | |
| Стюарт Пирс                 | 20 декабря 1996  | 8 мая 1997       | 23        | 7      | 9     | 7         | 30,4 %        | 39,1 %         | 30,4 %            | |
| Дэйв Бассетт                | 8 мая 1997       | 5 января 1999    | 77        | 30     | 20    | 24        | 42,9 %        | 26,0 %         | 31,2 %            | 1 чемпионский титул Первого дивизиона (II) |
| Микки Адамс                 | 5 января 1999    | 11 января 1999   | 1         | 0      | 0     | 1         | 0,0 %         | 0,0 %          | 100,0 %           | |
| Рон Аткинсон                | 11 января 1999   | 16 мая 1999      | 17        | 5      | 2     | 10        | 29,4 %        | 11,8 %         | 58,8 %            | |
| Дэвид Платт                 | 1 июля 1999      | 12 июля 2001     | 103       | 37     | 25    | 41        | 35,9 %        | 24,3 %         | 39,8 %            | |
| Пол Харт                    | 12 июля 2001     | 7 февраля 2004   | 135       | 42     | 44    | 49        | 31,1 %        | 32,6 %         | 36,3 %            | Плей-офф Первого дивизиона (II) |
| Джо Киннэйр                 | 10 февраля 2004  | 16 декабря 2004  | 44        | 15     | 15    | 14        | 34,1 %        | 34,1 %         | 31,8 %            | |
| Мик Харфорд                 | 16 декабря 2004  | 10 января 2005   | 6         | 2      | 1     | 3         | 33,3 %        | 16,7 %         | 50,0 %            | |
| Гари Мегсон                 | 10 января 2005   | 16 февраля 2006  | 59        | 17     | 18    | 24        | 28,8 %        | 30,5 %         | 40,7 %            | |
| Йан Макпарланд Фрэнк Барлоу | 17 февраля 2006  | 30 мая 2006      | 13        | 8      | 4     | 1         | 61,5 %        | 30,8 %         | 7,7 %             | |
| Колин Колдервуд             | 30 мая 2006      | 26 декабря 2008  | 136       | 57     | 42    | 37        | 41,9 %        | 30,9 %         | 27,2 %            | Плей-офф Первой футбольной лиги (III) |
| Джон Пембертон              | 27 декабря 2008  | 4 января 2009    | 2         | 2      | 0     | 0         | 100,0 %       | 0,0 %          | 0,0 %             | |
| Билли Дэвис                 | 4 января 2009    | 12 июня 2011     | 126       | 53     | 36    | 37        | 42,1 %        | 28,6 %         | 29,4 %            | Плей-офф Чемпионата футбольной лиги (II) |
| Стив Макларен               | 13 июня 2011     | 2 октября 2011   | 13        | 3      | 3     | 7         | 23,1 %        | 23,1 %         | 53,8 %            | |
| Роб Келли                   | 2 октября 2011   | 15 октября 2011  | 1         | 0      | 0     | 1         | 0 %           | 0 %            | 100 %             | |
| Стив Коттерилл              | 14 октября 2011  | 12 июля 2012     | 37        | 12     | 7     | 18        | 32,4 %        | 18,9 %         | 48,6 %            | |
| Шон О'дрисколл              | 20 июля 2012     | 26 декабря 2012  | 26        | 10     | 9     | 7         | 38,5 %        | 34,6 %         | 26,9 %            | |
| Алекс Маклиш                | 27 декабря 2012  | 5 февраля 2013   | 7         | 1      | 2     | 4         | 14,3 %        | 28,6 %         | 57,1 %            | |
| Роб Келли                   | 5 февраля 2013   | 9 февраля 2013   | 1         | 0      | 0     | 1         | 0 %           | 0 %            | 100 %             | |
| Билли Дэвис                 | 7 февраля 2013   | 24 марта 2014    | 59        | 25     | 21    | 13        | 42,3 %        | 35,6 %         | 22,0 %            | |
| Гари Бразил                 | 24 марта 2014    | 3 мая 2014       | 9         | 2      | 2     | 5         | 22,2 %        | 22,2 %         | 55,6 %            | |
| Стюарт Пирс                 | 1 июля 2014      | 1 февраля 2015   | 32        | 10     | 10    | 12        | 31,25 %       | 31,25 %        | 37,5 %            | |
| Дуги Фридмен                | 1 февраля 2015   | 13 марта 2016    | 57        | 19     | 16    | 22        | 33,3 %        | 28,1 %         | 38,6 %            | |
| Пол Уильямс                 | 13 марта 2016    | 12 мая 2016      | 10        | 2      | 4     | 4         | 20,0 %        | 40,0 %         | 40,0 %            | |
| Филипп Монтанье             | 27 июня 2016     | 14 января 2017   | 30        | 9      | 6     | 15        | 30,0 %        | 20,0 %         | 50,0 %            | |
| Гари Бразил                 | 14 января 2017   | 14 марта 2017    | 11        | 4      | 1     | 6         | 36,4 %        | 9,1 %          | 54,5 %'           | |
| Марк Уорбертон              | 14 марта 2017    | 31 декабря 2017  | 37        | 15     | 3     | 19        | 40,5 %        | 8,1 %          | 51,4 %            | |
| Гари Бразил                 | 31 декабря 2017  | 8 января 2018    | 2         | 1      | 1     | 0         | 50,0 %        | 50,0 %         | 0,0 %             | |
| Айтор Каранка               | 8 января 2018    | 11 января 2019   | 51        | 16     | 19    | 16        | 31,4 %        | 37,2 %         | 31,4 %            | |
| Саймон Айэленд              | 11 января 2019   | 15 января 2019   | 1         | 0      | 0     | 1         | 0,0 %         | 0,0 %          | 100,0 %           | |
| Мартин О’Нил                | 15 января 2019   | 28 июня 2019     | 19        | 8      | 3     | 8         | 42,1 %        | 15,8 %         | 42,1 %            | |
| Сабри Лямуши                | 28 июня 2019     | 6 октября 2020   | 55        | 20     | 16    | 19        | 36,4 %        | 29,1 %         | 34,5 %            | |
| Крис Хьютон                 | 6 октября 2020   | 16 сентября 2021 | 15        | 4      | 4     | 7         | 26,7 %        | 26,7 %         | 46,6 %            | |
| Стив Купер                  | 21 сентября 2021 | 19 декабря 2023  | 108       | 43     | 27    | 38        | 39,81 %       | 25 %           | 35,19 %           | |
| Нуну Эшпириту Санту         | 20 декабря 2023  | н. в.            | 60        | 27     | 12    | 21        | 45 %          | 20 %           | 35 %              | |

## Текущий состав
| 13 | Флаг Англии   | Вр  | Уэйн Хеннесси         | 1987 |  |  |  |  |  |
| 26 | Флаг Бельгии  | Вр  | Матц Селс             | 1992 |  |  |  |  |  |
| 33 | Флаг Бразилии | Вр  | Карлос Мигел          | 1998 |  |  |  |  |  |
|    |               |     |                       |      |  |  |  |  |  |
| 4  | Флаг Бразилии | Защ | Морато                | 2001 |  |  |  |  |  |
| 5  | Флаг Бразилии | Защ | Мурилло               | 2002 |  |  |  |  |  |
| 7  | Флаг Уэльса   | Защ | Неко Уильямс          | 2001 |  |  |  |  |  |
| 15 | Флаг Англии   | Защ | Гарри Тоффоло         | 1995 |  |  |  |  |  |
| 17 | Флаг Германии | Защ | Эрик да Силва Морейра | 2006 |  |  |  |  |  |
| 19 | Флаг Испании  | Защ | Алехандре Морено      | 1993 |  |  |  |  |  |
| 30 | Флаг Ирландии | Защ | Вилли Боли            | 1992 |  |  |  |  |  |
| 31 | Флаг Сербии   | Защ | Никола Миленкович     | 1997 |  |  |  |  |  |
| 34 | Флаг Нигерии  | Защ | Ола Айна              | 1996 |  |  |  |  |  |

| 44 | Флаг Англии         | Защ | Зак Эбботт            | 2006 |  |  |  |  |  |
|    |                     |     |                       |      |  |  |  |  |  |
| 6  | Флаг Кот-д’Ивуара   | ПЗ  | Ибраим Сангаре        | 1997 |  |  |  |  |  |
| 8  | Флаг Англии         | ПЗ  | Эллиот Андерсон       | 2002 |  |  |  |  |  |
| 10 | Флаг Англии         | ПЗ  | Морган Гиббс-Уайт     | 2000 |  |  |  |  |  |
| 16 | Флаг Аргентины      | ПЗ  | Николас Домингес      | 1998 |  |  |  |  |  |
| 22 | Флаг Англии         | ПЗ  | Райан Йейтс (капитан) | 1997 |  |  |  |  |  |
| 28 | Флаг Бразилии       | ПЗ  | Данило                | 2001 |  |  |  |  |  |
|    |                     |     |                       |      |  |  |  |  |  |
| 9  | Флаг Нигерии        | Нап | Тайво Авоньи          | 1997 |  |  |  |  |  |
| 11 | Флаг Новой Зеландии | Нап | Крис Вуд              | 1991 |  |  |  |  |  |
| 14 | Флаг Англии         | Нап | Каллум Хадсон-Одои    | 2000 |  |  |  |  |  |
| 20 | Флаг Португалии     | Нап | Жота Силва            | 1999 |  |  |  |  |  |
| 24 | Флаг Парагвая       | Нап | Рамон Соса            | 1999 |  |  |  |  |  |

## Рекорды
Больше всего игр за клуб (во всех турнирах):
1. Боб Маккинли: 692
2. Иан Бойер: 564
3. Стив Четтл: 526
4. Стюарт Пирс: 522
5. Джон Робертсон: 514

Больше всего голов за клуб (во всех турнирах):
1. Гренвилл Моррис: 217
2. Найджел Клаф: 131
3. Уолли Ардрон[англ.]: 124
4. Джонни Дент: 122
5. Иан Стори-Мур: 118

Рекордная посещаемость:
49 946 во встрече с «Манчестер Юнайтед», 28 октября 1967 года.
Рекордная прибыль от матча:
499099 фунтов стерлингов во встрече с «Баварией» (Мюнхен) в четвертьфинале Кубка УЕФА (ответный матч), 19 марта 1996 года.
Выигрышная серия в чемпионате страны:
7, победы с 9.5.79 до 1.9.79
Проигрышная серия в чемпионате страны:
14, поражения с 21.3.13 до 27.9.13
Беспроигрышная серия в чемпионате страны:
42, с 26.11.77 до 25.11.78
Безвыигрышная серия в чемпионате страны:
13, с 8.9.98 до 16.1.99
Первая игра в чемпионате страны:
3 сентября 1892 года против Эвертона (в гостях), 2-2
Самая крупная победа (во всех турнирах):
14-0, против Клэптона (в гостях), 1 круг Кубка Англии, 17 января 1891 года
Самое крупное поражение (во всех турнирах):
1-9, против Блэкберна, второй дивизион, 10 апреля 1937 года.
Больше всего очков за сезон:
94, первый дивизион, сезон 1977—1978
Больше всего голов за сезон:
101, третий дивизион, сезон 1950—1951
Лучший бомбардир за сезон:
Волли Ардон, 36, третий дивизион, сезон 1950—1951
Игрок, проведший больше всего матчей за сборную:
Стюарт Пирс, 78 за сборную Англии.
Самый молодой игрок в чемпионате:
Гари Миллс, 16 лет 306 дней, дебют во встрече с «Арсеналом» 9.9.78
Рекордная сумма трансфера:
3,5 млн фунтов за Пьера ван Хойдонка (перешёл из «Селтика»), март 1997
Рекордная сумма продажи:
8,5 млн фунтов за Стена Коллимора (перешёл в «Ливерпуль»), июнь 1995